# كاظم الخطاط
كاظم عبد الجواد النجار المشهور بـالخطاط (1906 - 16 أبريل 1967) خطاط وشاعر عراقي بازر في القرن 20 م/ 14 هـ. ولد في النجف ونشأ بها على والده الفنان فربّاه وعلّمه الخط وتفنن فيه حتى اشتهر ولقب بـالخطاط. اشتغل إدارياً ومحاسباً في دائرة مشروع ماء النجف حتى تقاعد منها. برع في الخط وأدب التاريخ وله نظم أرخ به لوَفيات الأعلام وبعض الحوادث المهمة. له مؤلفات في تعليم اللغة الفارسية وديوان شعره. دفن في النجف بمقبرة وادي السلام.

## سيرته
هو أبو الجَواد الكاظم بن عبد الجواد بن الحسين بن أحمد بن عبد الصمد بن أحمد بن علي (وهو الجد الأعلى للشيخ جعفر التستري) النجار. والجد الأعلى له، الحسين بن أحمد، انحدر من جزيرة البحرين وهبط محلات (محافظة مركزي حالياً) من أعمال مدينة قم بإيران.

ولد كاظم في النجف عام 1324 هـ/ 1906 ونشأ بها على والده عبد الجواد الذي كان من أمهر الخطاطين المبرزين اختص بكتابة المصاحف القرآنية بمختلف الألوان الذهبية والفضية وبدايع الزركشة والزخرف، وبحُكم الوراثة واعتزازاً بهذا الفن حذا الولد خلف الوالد فحصل على أكثر هذا الفن ونال سمعة به وصيتاً. واعتز به كلقب له وبه يعرف، الخطاط. ثم أتقن الكاظم صناعة الخط على تلامذة أبيه فبرّع فيه وكان يقيم في الغرفة الملاصقة إلى باب القبلة عن يمين الداخل إلى الصحن العتبة العلوية فكانت كمعهد أدبي يؤمها يومياً عشرات الأفاضل، وقد كتب كثيراً من الكتب التي طبعت على الحجر بالمطبعة الحيدرية لما امتاز به من ضبط في الإملاء وفهم لما يكتب. وفي عام 1349 هـ/ 1930 م زار مدينة الكاظمية فطلب إبقائه جمع من العلماء وفي مقدمتهم هبة الدين الشهرستاني لإصلاح بعض الآثار المخطوطة، وإكمالها وبقي ثلاث سنوات يعيش في دار الشهرستاني ببغداد وكان موضع عنايته واللطف به تقديراً لفضله وحسن سيرته وعقله الوافر وفي عام 1352 هـ/ 1933 م أقام في كربلاء محاسباً في مشروع الكهرباء الذي كان مشتركاً بين الحكومة وعبد الحسين الحجة الحائري وحاز على ثقة الطرفين، وبقي في الحكومة الی عام 1360 هـ/ 1941 م حيث نقل إلى النجف فعين محاسباً في بلديتها ونقل بعد ذلك إلى محاسبية‌ الماء والكهرباء.

توفي في النجف يوم الثلاثاء 7 محرم 1387 هـ/ 16 أبريل 1967 م ودفن بوادي السلام.

## مؤلفاته
- كيف تتعلّم اللغة الفارسية، مطبوع.
- كيف تتعلّم اللغة الفارسية بدون معلم
- ديوان شعره

## من شعره
قال مؤرخا تبرع شاه إيران محمد رضا بهلوي بتزجيج العتبة العلوية وإنارتها بالكهرباء سنة 1370 هـ / 1950 م بقيمة 12000 دينار عراقي تحت إشراف القنصل الإيراني في النجف، عبد الفاضل بور وبنظر أحمد المصطفوي: